# دبیرستان پهلوی بروجرد
دبیرستان پهلوی که امروزه بیشتر با عنوان دبیرستان امام خمینی شناخته می‌شود یکی از مدارس قدیمی شهر بروجرد است. این بنا در دوره پهلوی اول و حکومت رضاشاه ساخته شده‌است. تاریخ بنای این دبیرستان ۱۳۱۵ خورشیدی است و در تاریخ ۲۹ تیر ۱۳۷۷ با شمارهٔ ثبت ۲۰۷۴ به‌عنوان یکی از آثار ملی ایران به ثبت رسیده‌است.

## طراح
طرح دبیرستان پهلوی را ماکسیم سیرو طراح فرانسوی ارائه داده و توسط معماران ایرانی اجرا شده‌است. این بنا نمونه‌ای از معماری تلفیقی اروپایی - ایرانی در اوایل دوره پهلوی محسوب می‌شود.

## کاربری‌ها و ساخت و ساز
نام و کاربری دبیرستان پهلوی در دهه‌های گذشته همراه با تغییرات متعدد بوده‌است. در زمان افتتاح این مجتمع بزرگ، طبقه اول آن به عنوان دبیرستان پهلوی آغاز به کار کرد و طبقه دوم نیز محل استقرار اولین اداره فرهنگ (آموزش و پرورش) غرب ایران شد که پیش تر با نام اداره معارف بروجرد در سال ۱۲۹۸ شروع به کار کرده بود.
پس از انقلاب ۱۳۵۷ ایران نام این آموزشگاه به دبیرستان امام خمینی تغییر یافت. در سالهای بعد ساختمانی در محوطه جنوبی دبیرستان احداث شد که به عنوان یک مدرسه مستقل شروع به کار کرد.

## مشخصات
دبیرستان امام در شرق خیابان حافظ جنوبی نرسیده به میدان توحید در مرکز شهر بروجرد واقع شده‌است. این دبیرستان در فضای بزرگی که پیشتر سربازخانه بود ایجاد شد. مساحت این دبیرستان ۱۴۰۰۰ متر مربع است و همین فضای بزرگ باعث شده که چند ساختمان و آموزشگاه در سال‌های بعد در محل این دبیرستان ساخته شود. بنای اصلی دبیرستان از آجر ساخته شده و در سه طبقه شامل دو طبقه به علاوه زیرزمین طراحی شده‌است و در هر طبقه، ایوانی با دوازده ستون آجری رو به حیاط بزرگ دبیرستان تعبیه شده‌است. ساختمان اصلی شبیه حرف H است و دارای دو یال با بیرون زدگی نسبت به موقعیت کلاسهاست. بیرون زدگی‌ها از سمت جنوب حالت نیم دایره دارند و دارای دو ایوان مشرف به حیاط و باغ روبرو هستند. سقف زیرزمین آجری و به صورت ضربی است. سقف طبقه‌های اول و دوم چوبی است که در طبقه دوم، سقف زیر شیروانی به صورت کاذب با گچ پوشیده شده‌است. ساختمان دارای یک سالن همایش زیبا با ورودی گنبدی شکل در سمت غرب است و امکانات نمایش و گچبری‌های زیبایی دارد. همچنین ساختمان دارای فضاهای اداری و آزمایشگاه است.
ساختمان اصلی از سمت راست (غرب) دارای یک ورودی اصلی و بزرگ است که با چند پله به یال غربی ساختمان و مقابل راه پله غربی باز می‌شود. در طبقه‌های اول و دوم، راهروهای طولانی وجود دارند که کلاس‌های درس در قسمت جنوبی آنها قرار دارند و هر کلاس مشرف به ایوان آن طبقه است.

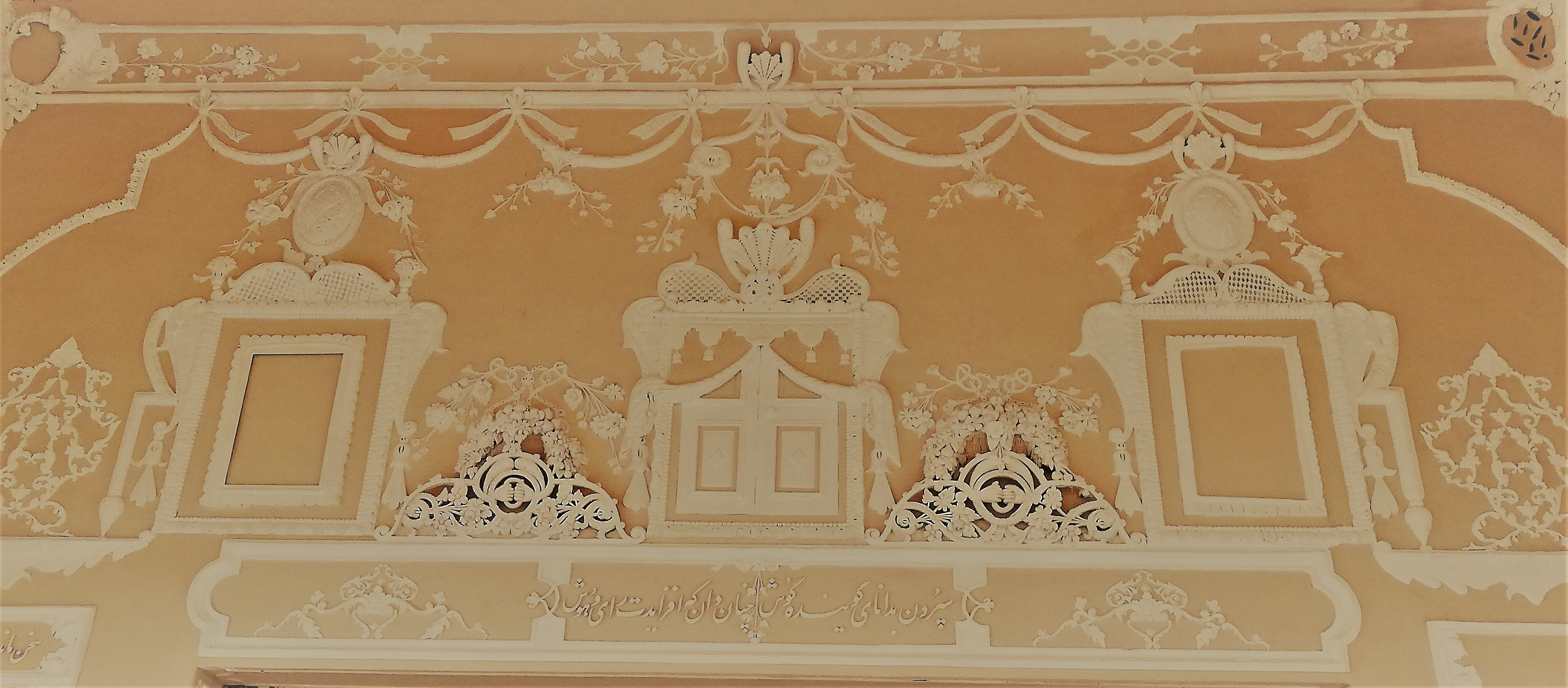
تزئینات گچبری تالار همایش‌ها.
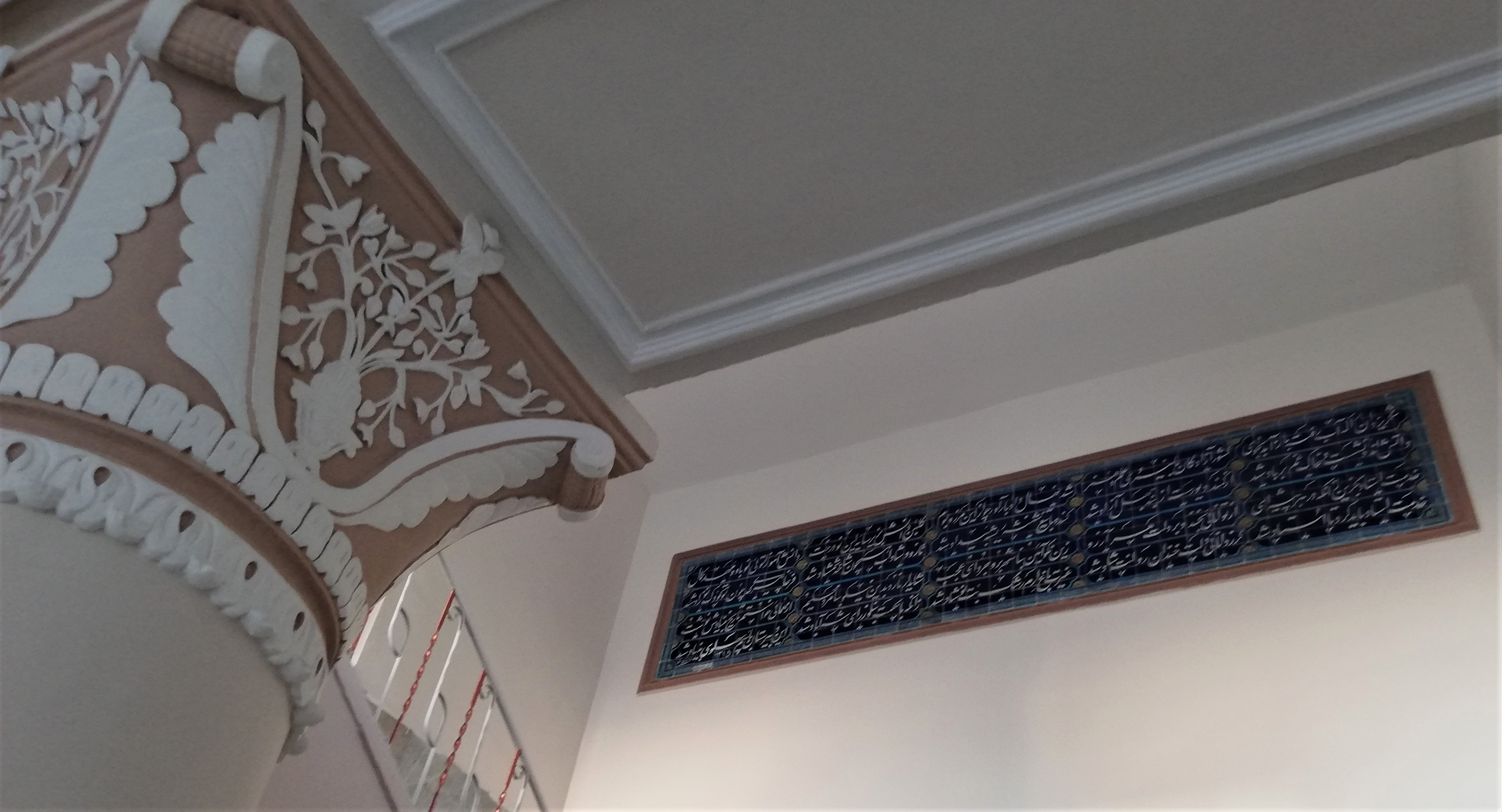
تزئینات معماری ستونها.

## مراسم یادبود
نخستین همایش دانش آموختگان دبیرستان امام خمینی بروجرد با شعار «مدرسه ماندگار، شهر ماندگار» در تاریخ ۱۵ شهریور ۱۳۹۶ در محوطه دبیرستان برگزار شد. در این مراسم دانش آموختگان دبیرستان امام خمینی و مسئولان شهر و استان حضور داشتند و در مورد نقش این دبیرستان در پرورش شخصیت‌های مهم مانند دکتر عبدالحسین زرینکوب بحث شد. در ابتدای این برنامه، زنگ دبیرستان توسط علی اصغر صابری یکی از قدیمی‌ترین شاگردان دبیرستان به صدا درآمد.

## تصاویر

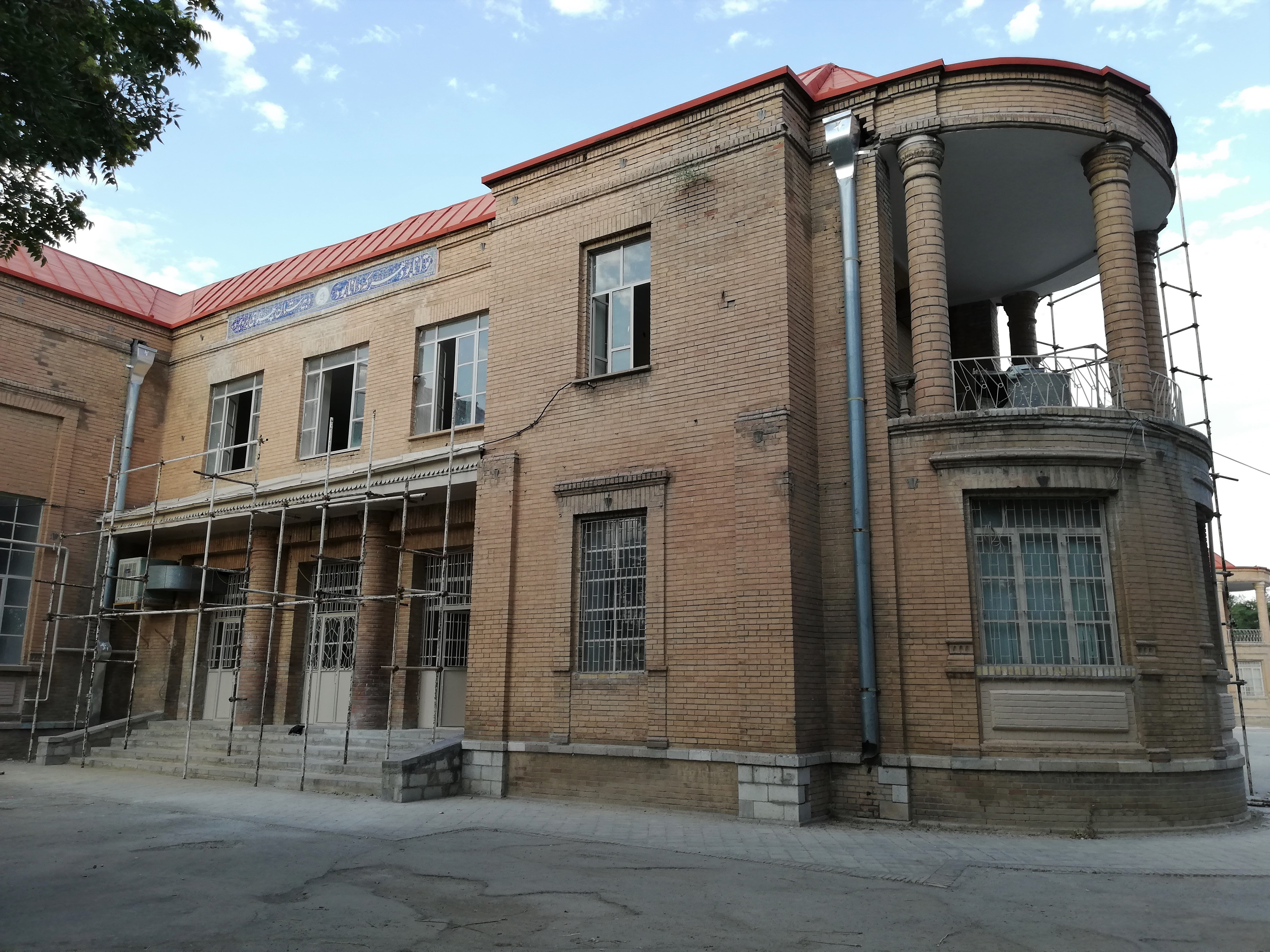
یال غربی بنای دبیرستان پهلوی.
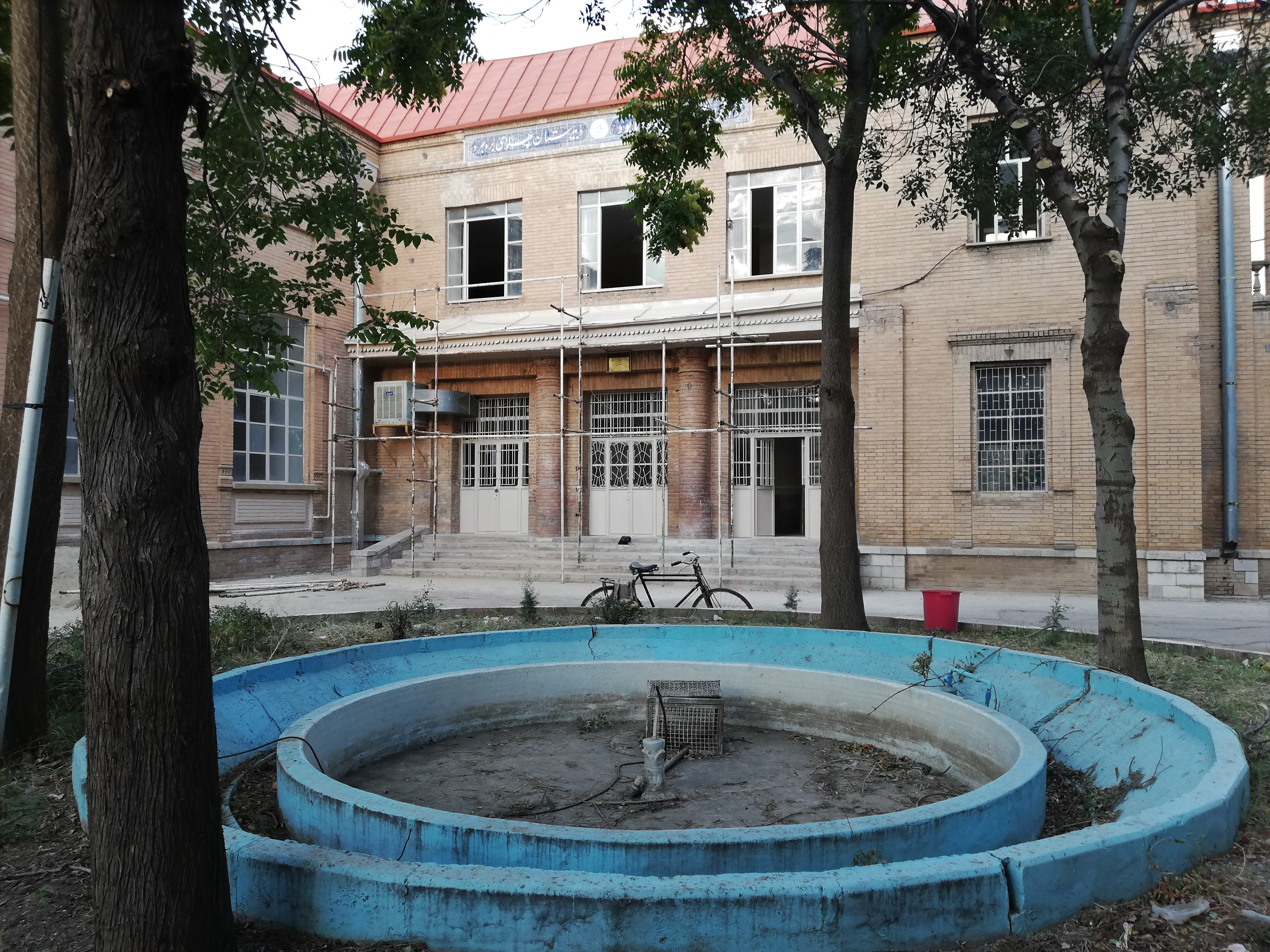
محوطه ورودی و نمای غربی بنا.
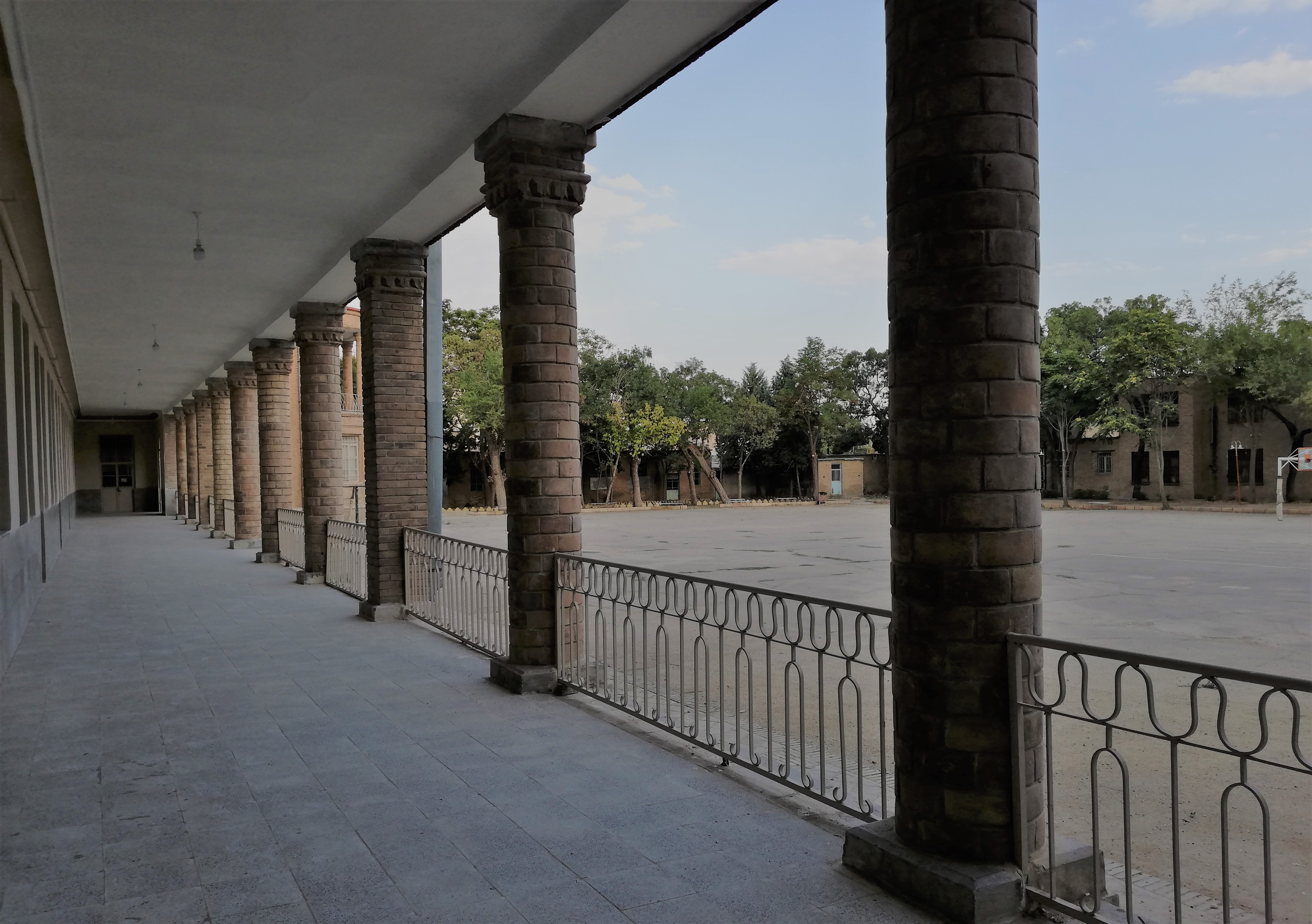
ستونهای طبقه اول و نمای حیاط جنوبی.
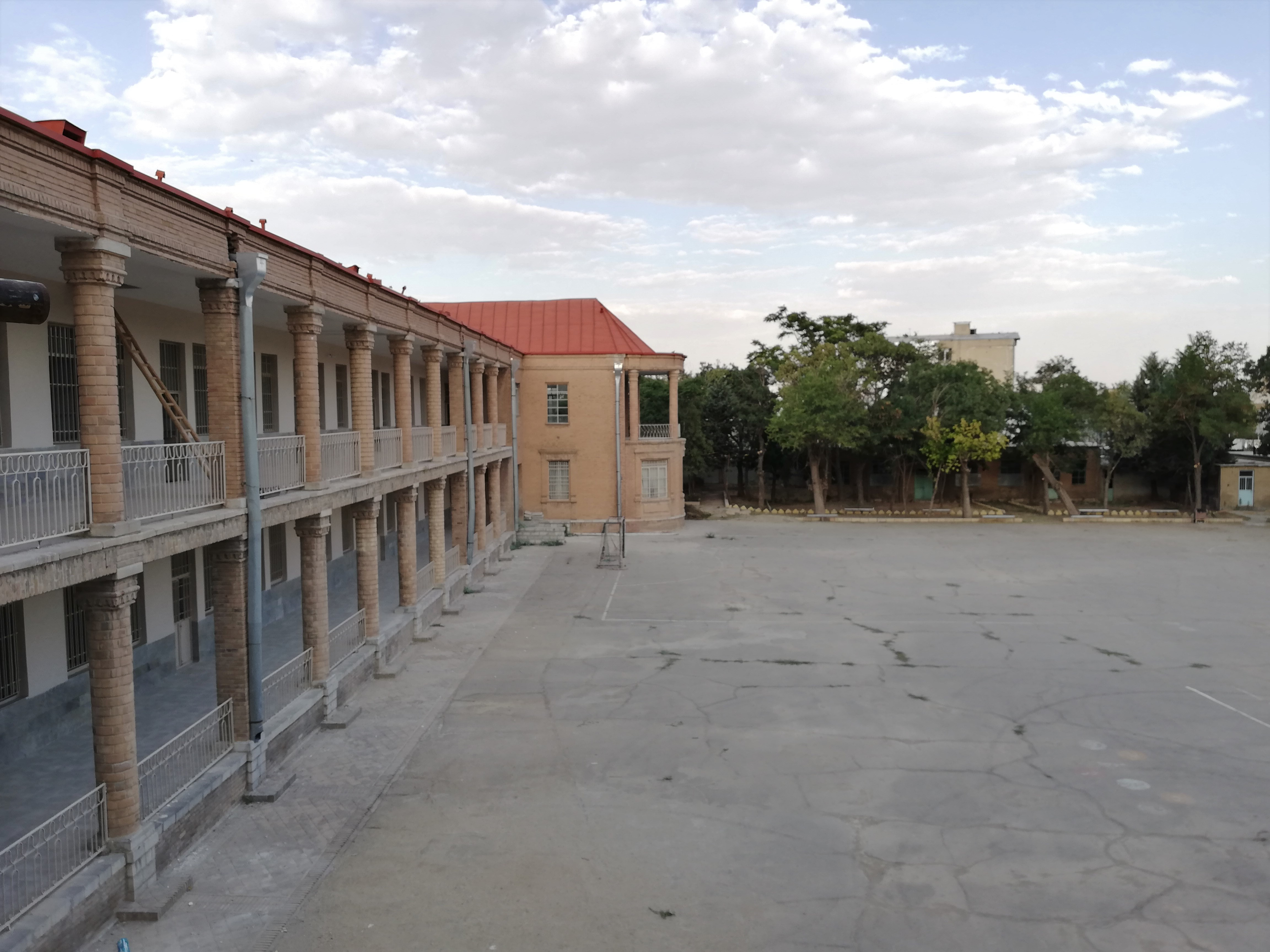
نمای عمومی بنا در دو طبقه.

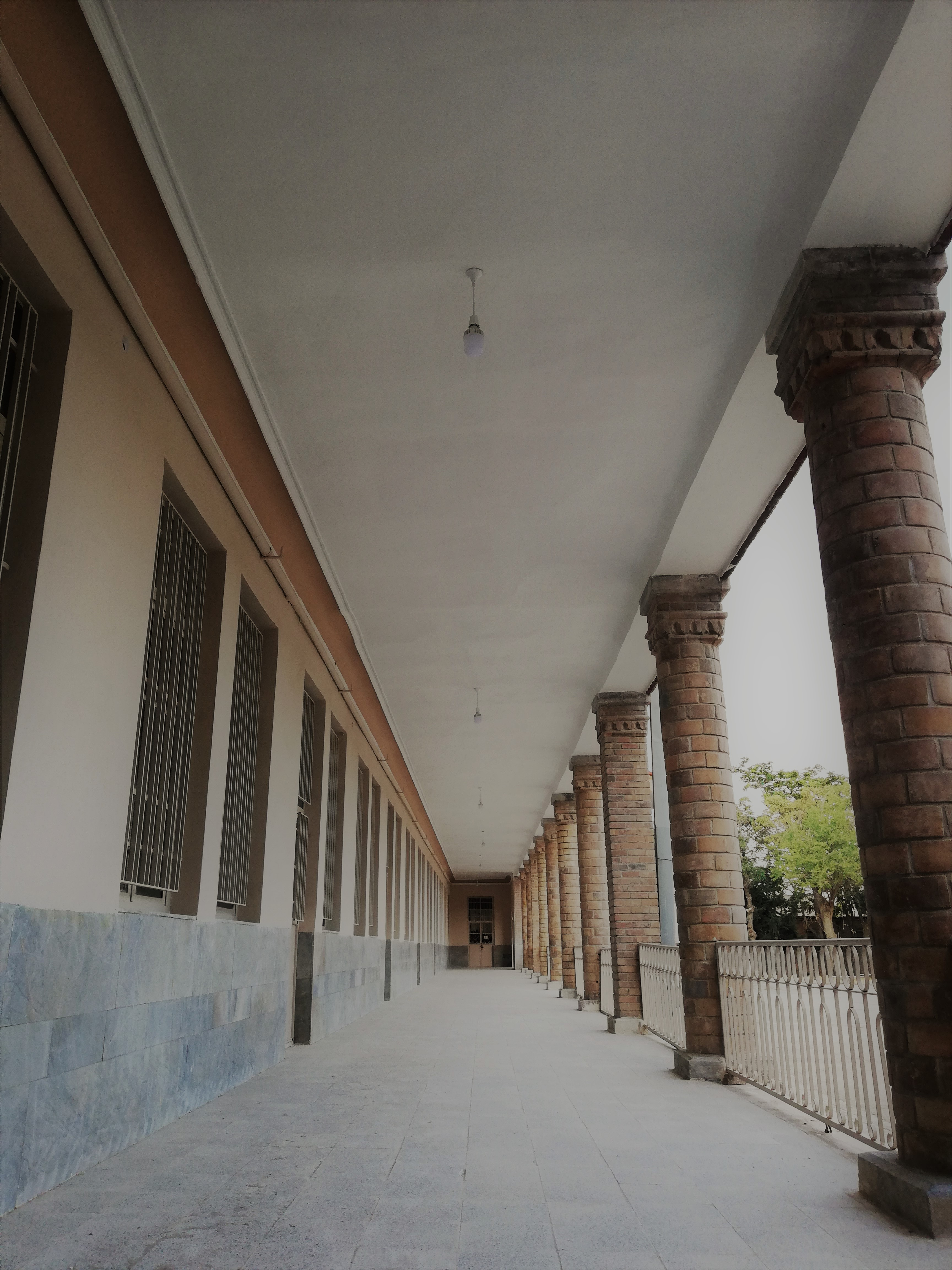
بالکن جنوبی طبقه اول.
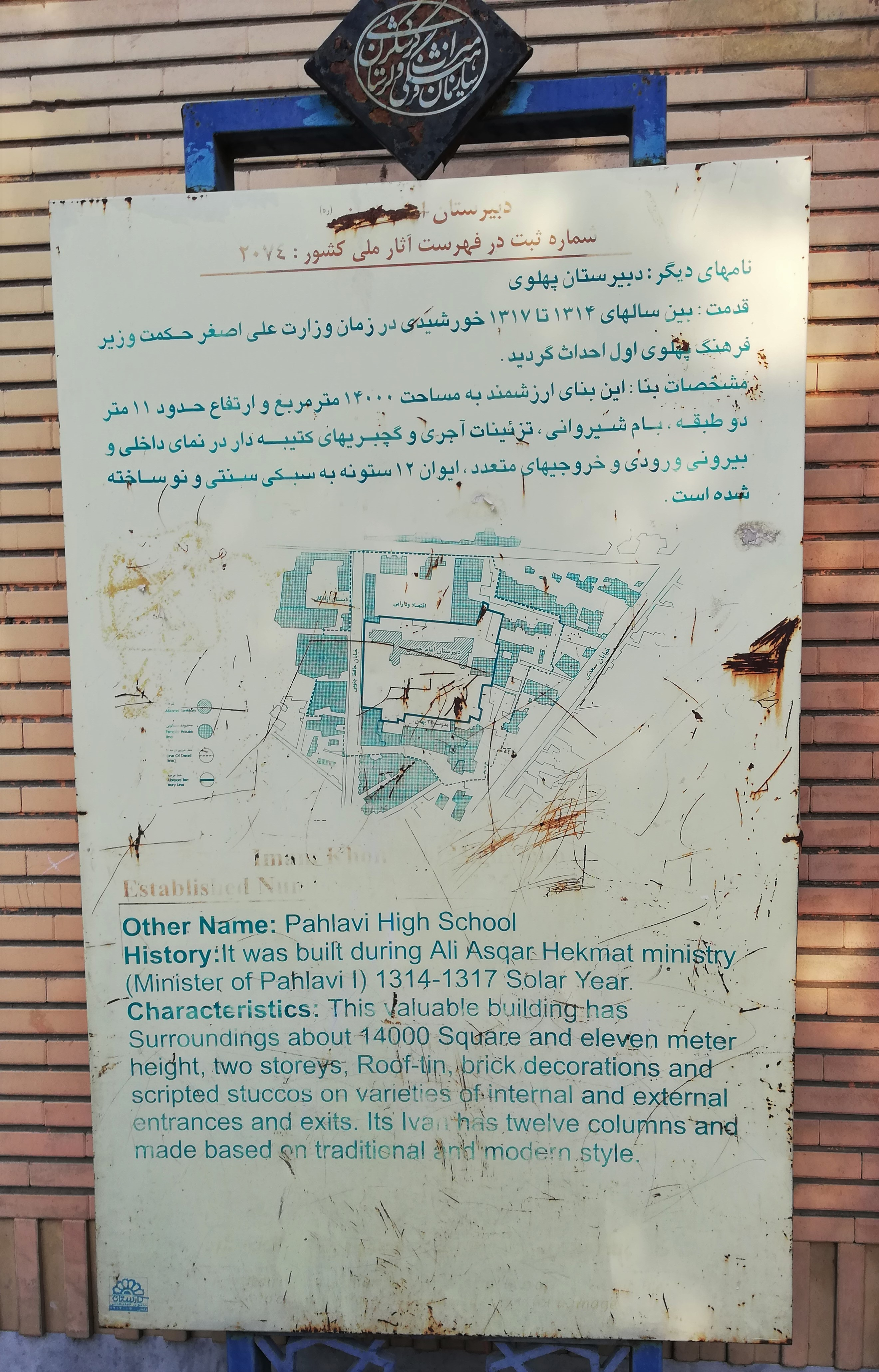
اطلاعات گردشگری بنا.
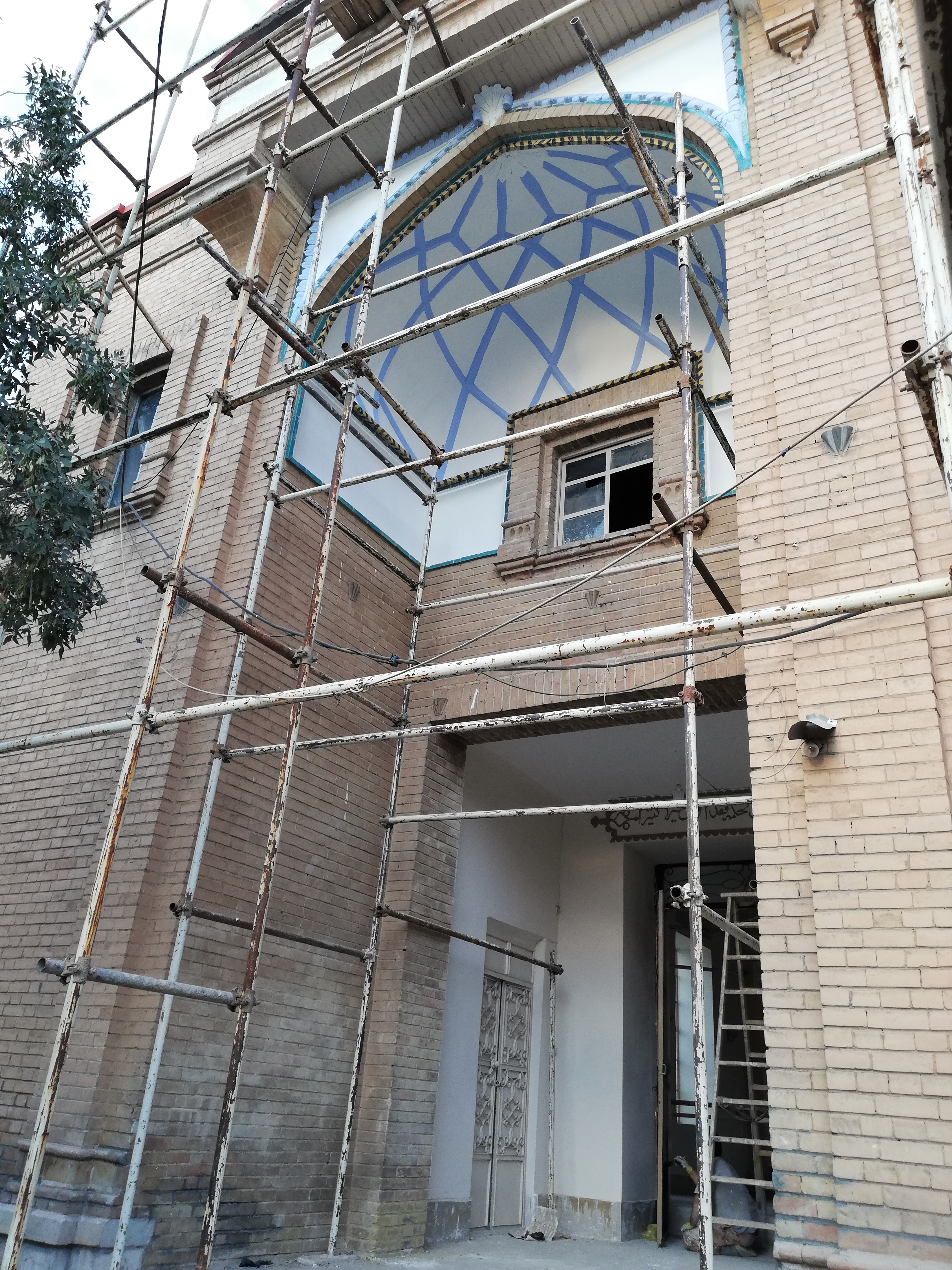
سردر ورودی تالار اجتماعات.

## کتیبه
در پلکان اصلی دبیرستان، کتیبه‌ای با ماده شعری از همایی با این مضمون دیده می‌شود:
| شکر یزدان را که آب رفته بازآمد به جوی  |  | وآتش انده نشست و خاک غم بر باد شد   |
| کشور آزادگان با نیروی علم و هنر        |  | از کمند دیو رست از بند جهل آزاد شد  |
| شد نهال داد بارآور چو از این مرز و بوم |  | کنده با تیغ شهنشه ریشه بیداد شد     |
| گلبن دانش به زیر سایه این نو درخت      |  | تازه و شاداب همچون شاخه شمشاد شد    |
| دانش آموزا توئی نوباوه مهد کمال        |  | فرخا پیری که چون تو کودک نوزاد شد   |
| خدمت استاد بگزین زانکه در هر پیشه ای   |  | خدمت استاد باید کرد تا استاد شد     |
| از توانایی بخندد بر دلت هر آرزو        |  | گر ز دانائی دلت خندان روانت شاد شد  |
| زین نکو آئین بنا شهر بروجرد ای عجب     |  | غیرت باغ ارم رشک بت نوشاد شد        |
| شاید ار نازد بدین نیکو بنا مرد حکیم    |  | زانکه با حکمت بنا وز رای شه آباد شد |
| از همائی خواستم تاریخ بنیادش نوشت      |  | این دبیرستان به نام پهلوی بنیاد شد  |

که بر اساس حروف ابجد سال تأسیس آن یعنی ۱۳۱۵ را نشان می‌دهد.

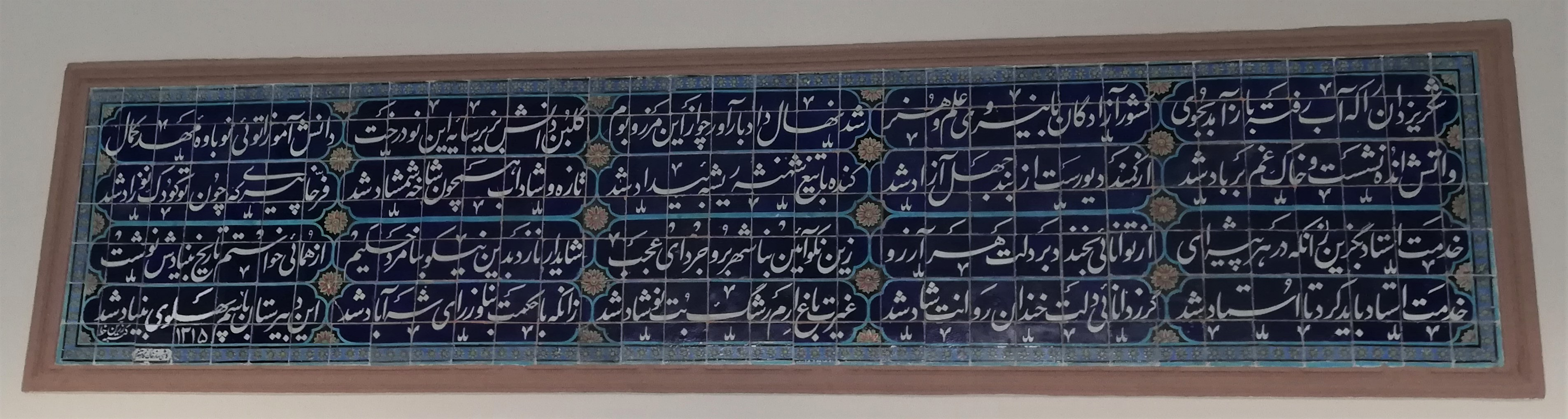
کتیبه و ماده تاریخ دبیرستان پهلوی بروجرد.

## موزه آموزش و پرورش بروجرد
با توجه به سابقه طولانی آموزش و پرورش در بروجرد، اسناد، مدارک و تجهیزات متنوعی در خصوص تاریخ و تحولات آموزشی بروجرد موجود است. به همین دلیل، ساخت مرکزی برای نگهداری و نمایش این اسناد در دستور کار آموزش و پرورش قرار گرفت. با توجه به ماهیت تاریخی و ارزش معماری دبیرستان امام خمینی، موزه اسناد و مدارک آموزش و پرورش بروجرد در اسفند ۱۳۹۹ در این دبیرستان افتتاح شد. 

## آموزگاران و دانش آموختگان سرشناس
- محمدابراهیم جعفری
- محمدرضا حافظی
- محمد حنیف
- علی محمد رنجبر
- عبدالحسین زرین‌کوب
- محمدرضا زرین دست
- سیدجعفر شهیدی
- منوچهر همایون پور
- سید محسن یحیوی
- عبدالمجید یعقوب پور